# 1424 هـ
1424 هي سنة في التقويم الهجري التي امتدت مقابلةً في التقويم الميلادي بين سنتي 2003 و2004.

## أحداث

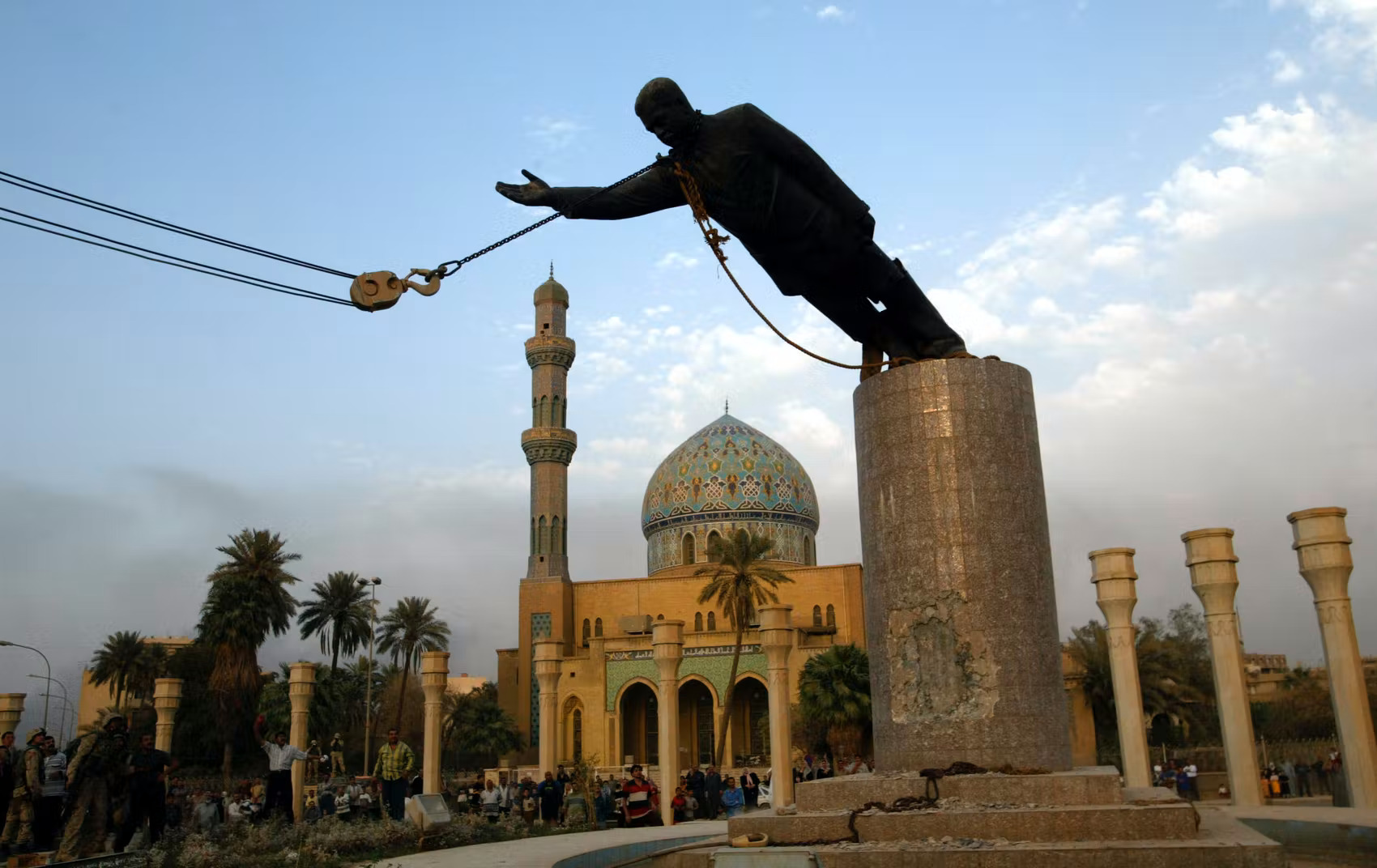
إسقاط تمثال صدام في ساحة الفردوس، 7 صفر 1424 هـ.

- 21 ذو القعدة: الاستشهادية ريم الرياشي تنتمي لكتائب القسام فجرت نفسها على معبر إيرز الصهيوني وقتلت عدة جنود إسرائيليين .
- 8 رجب - الجيش الإسرائيلي يحاصر ويغتال محمد عبد الرحيم الحنبلي قائد عسكري فلسطيني والمهندس الخامس بكتائب القسام، بعد اشتباك مسلح معه دام نحو 14 ساعة.
- أنشاء مؤسسة الملك عبد الله بن عبد العزيز لوالديه للإسكان التنموي في المملكة العربية السعودية .

## وفيات
- 9 صفر - ماجد بن عبد العزيز آل سعود أمير منطقة مكة المكرمة السابق.
- 21 ذو القعدة - ريم الرياشي استشهادية فلسطينية تنتمي لكتائب القسام .
- 8 رجب - محمد عبد الرحيم الحنبلي قائد عسكري فلسطيني في كتائب القسام.
- الحسن بن يحيى حميد الدين
- عبد الرسول الإحقاقي
- عبد الرسول الحائري الإحقاقي
- عبد القديم زلوم
- عبد الله الطيب
- لؤي الأتاسي
- محمد باقر الحكيم
- محمد أحمد المشاري
- معروف الدواليبي
- 14 جمادى الأولى - أحمد الوائلي - شاعر وعالم دين شيعي عراقي.
- 23 شعبان - علي عزت بيغوفيتش، أول رئيس لجمهورية البوسنة والهرسك.